# سمیرا بلیل
سمیرا بلیل (به فرانسوی: Samira Bellil) فعال حقوق زنان و نویسنده اهل فرانسه با تبار الجزایری بود.
وی در ۷ سپتامبر ۲۰۰۴ میلادی بر اثر ابتلا به بیماری سرطان درگذشت.